# トヨタ・DR型バス
DR型バス（DRがたバス）とは、かつてトヨタ自動車が製造し販売していた大型路線バスである。
また、トヨタ初の「リヤエンジン“ディーゼル”バス」で、1958年9月に発表した。

## シリーズの概要
DR10型
エンジンは6.5リッター130馬力の直列6気筒頭上弁式2D型。車体は、ホイールベース5000mmのフレームレスモノコック構造で、ドアが中央付近（中扉）に設けられた。